# 黑北极果
黑北极果（学名：Arctous alpina var. japonica）为杜鹃花科北极果属下的一个变种。

## 扩展阅读
- 維基物種上的相關：黑北极果